# Acquoy
Acquoy é uma cidade pertencente ao município de Geldermalsen, na província de Guéldria, Países Baixos, estando a 12 km a leste de Gorinchem.
Em 2001, tinha 278 habitantes e 115 residências, numa área de 0.079 km². Em sua área total, que inclui as partes periféricas da cidade, bem como a zona rural circundante, tem uma população estimada em 520 habitantes..